# Iroda Tulyaganova
Iroda Tulyaganova est une joueuse de tennis ouzbèke, née le 7 janvier 1982 à Tachkent, professionnelle de 1999 à 2009. 
Solidement installée dans le top 50, elle est contrainte de quitter le circuit WTA durant quatorze mois, entre 2003 et 2004, pour cause de blessure et d'opération au coude. À son retour à la compétition, elle ne parvient pas à retrouver son niveau, plafonnant le plus souvent au-delà de la 150e place mondiale. 
Iroda Tulyaganova a remporté trois titres en simple sur le circuit WTA en 2000 et 2001, et quatre autres en double dames. Elle a également remporté l'épreuve de simple des Jeux asiatiques en 2002 et la médaille de bronze du double mixte des mêmes jeux avec Oleg Ogorodov.

## Palmarès

### Titres en simple dames
| No | Date       | Nom et lieu du tournoi     | Catégorie | Dotation  | Surface      | Finaliste           | Score         |          |
| -- | ---------- | -------------------------- | --------- | --------- | ------------ | ------------------- | ------------- | -------- |
| 1  | 12/06/2000 | Tashkent Open, Tachkent    | Tier IVa  | 140 000 $ | Dur (ext.)   | Francesca Schiavone | 6-3, 2-6, 6-3 | Parcours |
| 2  | 09/07/2001 | Uniqa Grand Prix, Vienne   | Tier III  | 170 000 $ | Terre (ext.) | Patty Schnyder      | 6-3, 6-2      | Parcours |
| 3  | 16/07/2001 | Sanex Trophy, Knokke-Heist | Tier IV   | 150 000 $ | Terre (ext.) | Gala León García    | 6-2, 6-3      | Parcours |

### Finales en simple dames
| No | Date       | Nom et lieu du tournoi          | Catégorie | Dotation  | Surface      | Vainqueure          | Score     |          |
| -- | ---------- | ------------------------------- | --------- | --------- | ------------ | ------------------- | --------- | -------- |
| 1  | 16/10/2000 | Heineken Open, Shanghai         | Tier IVa  | 140 000 $ | Dur (ext.)   | Meghann Shaughnessy | 7-62, 7-5 | Parcours |
| 2  | 10/06/2002 | Wien Energie Grand Prix, Vienne | Tier III  | 170 000 $ | Terre (ext.) | Anna Smashnova      | 6-4, 6-1  | Parcours |
| 3  | 03/02/2003 | WTA Indian Open, Hyderabad      | Tier IV   | 140 000 $ | Dur (ext.)   | Tamarine Tanasugarn | 6-4, 6-4  | Parcours |
| 4  | 02/10/2006 | Tashkent Open, Tachkent         | Tier IV   | 145 000 $ | Dur (ext.)   | Sun Tiantian        | 6-2, 6-4  | Parcours |

### Titres en double dames
| No | Date       | Nom et lieu du tournoi                  | Catégorie | Dotation  | Surface      | Partenaire        | Finalistes                            | Score         |          |
| -- | ---------- | --------------------------------------- | --------- | --------- | ------------ | ----------------- | ------------------------------------- | ------------- | -------- |
| 1  | 17/07/2000 | Sanex Trophy Knokke-Heist               | Tier IVb  | 110 000 $ | Terre (ext.) | Giulia Casoni     | Catherine Barclay Eva Dyrberg         | 2-6, 6-4, 6-4 | Parcours |
| 2  | 21/05/2001 | Internationaux de Strasbourg Strasbourg | Tier III  | 170 000 $ | Terre (ext.) | Silvia Farina     | Amanda Coetzer Lori McNeil            | 6-1, 7-60     | Parcours |
| 3  | 05/11/2001 | Volvo Women’s Open Pattaya              | Tier V    | 110 000 $ | Dur (ext.)   | Åsa Svensson      | Liezel Huber Wynne Prakusya           | 4-6, 6-3, 6-3 | Parcours |
| 4  | 03/02/2003 | WTA Indian Open Hyderabad               | Tier IV   | 140 000 $ | Dur (ext.)   | Elena Likhovtseva | Evgenia Kulikovskaya Tatiana Poutchek | 6-4, 6-4      | Parcours |

### Finales en double dames
| No | Date       | Nom et lieu du tournoi       | Catégorie | Dotation    | Surface         | Vainqueures                      | Partenaire         | Score           |          |
| -- | ---------- | ---------------------------- | --------- | ----------- | --------------- | -------------------------------- | ------------------ | --------------- | -------- |
| 1  | 08/05/2000 | Warsaw Cup by Heros Varsovie | Tier IVb  | 110 000 $   | Terre (ext.)    | Tathiana Garbin Janette Husárová | Anna Zaporozhanova | 6-3, 6-1        | Parcours |
| 2  | 12/06/2000 | Tashkent Open Tachkent       | Tier IVa  | 140 000 $   | Dur (ext.)      | Li Na Li Ting                    | Anna Zaporozhanova | 3-6, 6-2, 6-4   | Parcours |
| 3  | 29/01/2001 | Toray Pan Pacific Open Tokyo | Tier I    | 1 188 000 $ | Moquette (int.) | Lisa Raymond Rennae Stubbs       | Anna Kournikova    | 7-65, 2-6, 7-66 | Parcours |

## Parcours en Grand Chelem

### En simple dames
| Année | Open d'Australie | Open d'Australie  | Internationaux de France | Internationaux de France | Wimbledon      | Wimbledon        | US Open        | US Open         |
| ----- | ---------------- | ----------------- | ------------------------ | ------------------------ | -------------- | ---------------- | -------------- | --------------- |
| 2000  | —                | —                 | —                        | —                        | —              | —                | 2e tour (1/32) | Sandrine Testud |
| 2001  | 1er tour (1/64)  | Anne Kremer       | 1er tour (1/64)          | Magüi Serna              | 3e tour (1/16) | Nathalie Tauziat | 2e tour (1/32) | Jana Nejedly    |
| 2002  | 3e tour (1/16)   | Rita Grande       | 3e tour (1/16)           | Patty Schnyder           | 2e tour (1/32) | Chanda Rubin     | 2e tour (1/32) | Nathalie Dechy  |
| 2003  | 2e tour (1/32)   | Lindsay Davenport | 2e tour (1/32)           | Lindsay Davenport        | 3e tour (1/16) | Vera Zvonareva   | —              | —               |
| 2007  | 1er tour (1/64)  | Monique Adamczak  | —                        | —                        | —              | —                | —              | —               |
| 2008  | 1er tour (1/64)  | Sania Mirza       | —                        | —                        | —              | —                | —              | —               |

N.B. : à droite du résultat se trouve le nom de l'ultime adversaire.

### En double dames
N.B. : le nom de la partenaire se trouve sous le résultat ; le nom des ultimes adversaires se trouve à droite.

### En double mixte
| Année | Open d'Australie          | Open d'Australie         | Internationaux de France    | Internationaux de France    | Wimbledon                     | Wimbledon                 | US Open                   | US Open                 |
| ----- | ------------------------- | ------------------------ | --------------------------- | --------------------------- | ----------------------------- | ------------------------- | ------------------------- | ----------------------- |
| 2001  | —                         | —                        | —                           | —                           | 1er tour (1/32) Diego Nargiso | L. Montalvo Martín García | —                         | —                       |
| 2002  | —                         | —                        | 1er tour (1/16) Martin Damm | D. Hantuchová Kevin Ullyett | —                             | —                         | 1er tour (1/16) Cyril Suk | Likhovtseva M. Bhupathi |
| 2003  | 1/4 de finale M. Bhupathi | Navrátilová Leander Paes | —                           | —                           | 1/4 de finale N. Zimonjić     | M. Sequera Jordan Kerr    | —                         | —                       |

N.B. : le nom du partenaire se trouve sous le résultat ; le nom des ultimes adversaires se trouve à droite.

## Parcours aux Jeux olympiques

### En simple dames
| # | Date       | Nom de l'olympiade   | Surface    | Résultat        | Ultime adversaire | Score    |          |
| - | ---------- | -------------------- | ---------- | --------------- | ----------------- | -------- | -------- |
| 1 | 19/09/2000 | Olympic Games Sydney | Dur (ext.) | 1er tour (1/32) | Kristie Boogert   | 6-2, 6-2 | Parcours |

## Parcours en Fed Cup
| #                                                                    | Date       | Lieu       | Surface      | Gagnante(s)        | Perdante(s)       | Score     |          |
|                                                                      |            |            |              |                    |                   |           |          |
| 2008 - Barrage (groupe mondial II) - Slovaquie - Ouzbékistan - 5 : 0 |            |            |              |                    |                   |           |          |
| 1                                                                    | 26/04/2008 | Bratislava | Terre (int.) | Dominika Cibulková | Iroda Tulyaganova | 7-64, 7-5 | Parcours |

## Classements WTA en fin de saison
| Année          | 1998 | 1999 | 2000 | 2001 | 2002 | 2003 | 2004 | 2005 | 2006 | 2007 | 2008 | 2009 |
| Rang en simple | 570  | 185  | 75   | 20   | 55   | 50   | -    | 363  | 131  | 355  | 529  | -    |
| Rang en double | 350  | 236  | 96   | 49   | 44   | 85   | -    | 491  | 285  | 539  | 715  | 1130 |

Source : (en) Classements de Iroda Tulyaganova sur le site officiel de la Fédération internationale de tennis